# Perucricus angustiramus
Perucricus angustiramus är en mångfotingart som först beskrevs av Kraus 1954.  Perucricus angustiramus ingår i släktet Perucricus och familjen Rhinocricidae. Inga underarter finns listade i Catalogue of Life.